# 구영
구영(仇英, 1494년? ~ 1552년)은 중국 명나라 중기의 화가이다. 자는 실부(實父), 호는 십주(十洲).

## 개요
장쑤성 태창(太倉)에서 출생하였다. 후에 오현(吳縣)으로 이거하여 살았다. 칠공(漆工) 분야에서 일하다가 주신(周臣)에게 그림을 배우고 당나라, 송나라 시대 명화를 모작하였다.
구영(仇英)은 전통적인 청록산수 형식에 의한 산수, 누각, 여인을 주제로 아름다움과 세밀한 묘사를 특징으로 하였다. 소주(蘇州)의 문인 화단과 유대를 맺었고, 문징명(文徵明)과 교우하였다.
대표작은 선산루각도, 수계도(修锲圖)등으로 타이페이 고궁박물관에 소장되어 있다.

## 작품

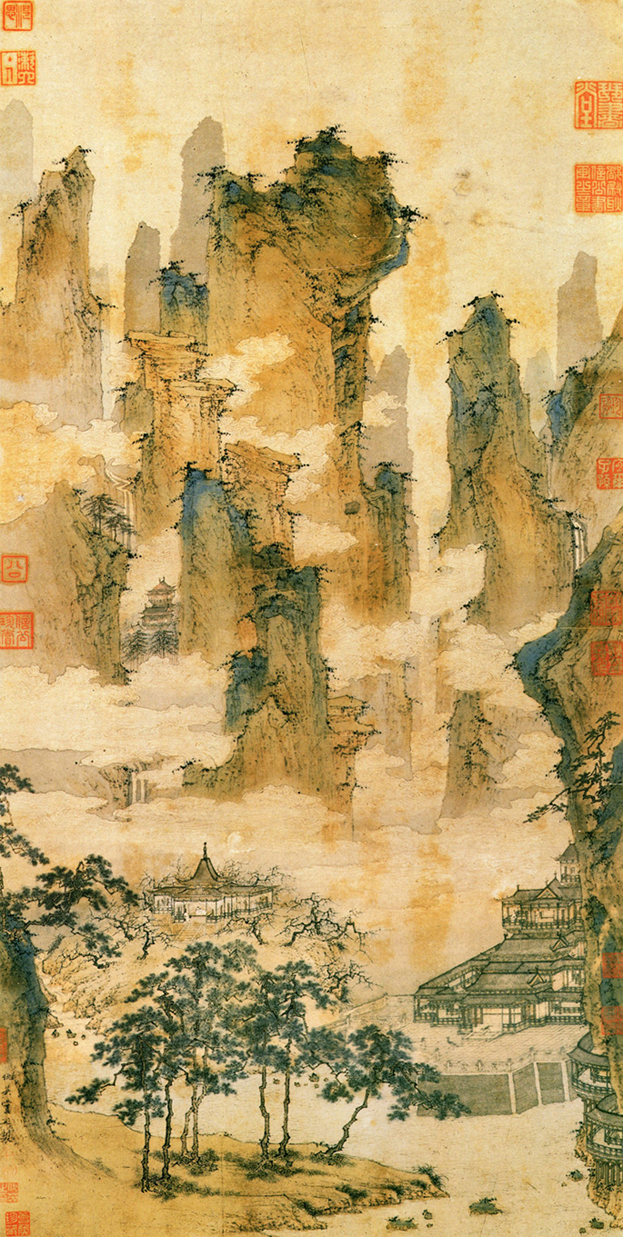
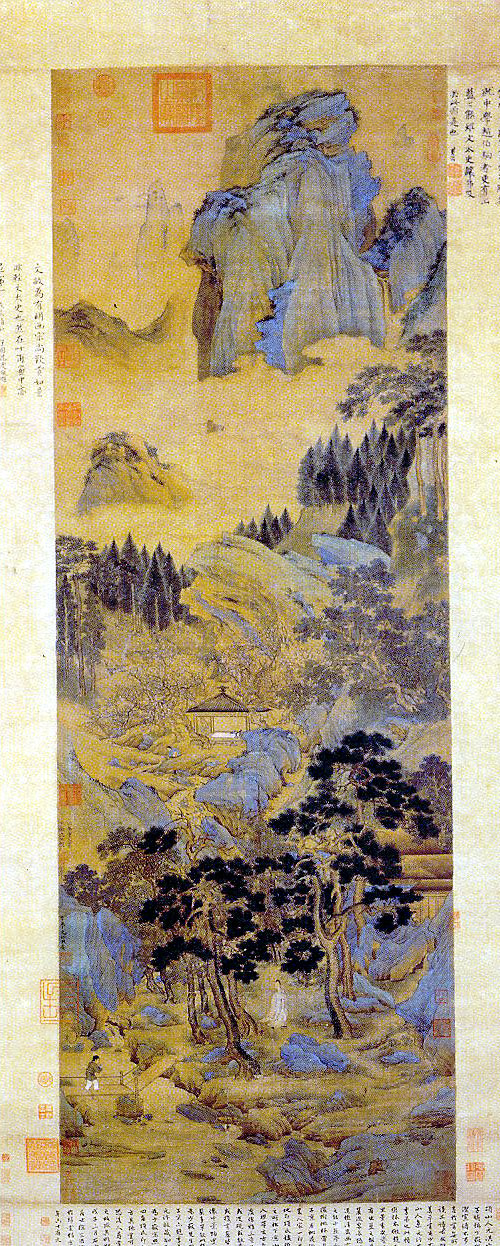